# Lage Raho Munna Bhai
Lage Raho Munna Bhai to komediodramat bollywoodzki wyreżyserowany w 2006 roku przez Rajkumar Hirani, autora Munnabhai M.B.B.S. poprzedniego filmu o przeżyciach bohatera Munny mafioso mumbajskiego, odgrywanego przez Sanjay Dutta. Tematem filmu jest spotkanie mafioso z duchem Mahatmy i próba zastosowania przez gangstera głoszonych przez Gandhiego zasad Satyagrahy życia w oparciu o regułę niestosowania przemocy (non-violence) i dążenia do prawdy. Zaufaną osobę u boku gangstera gra Arshad Warsi.

## Fabuła
Murliprasad Sharma (Sanjay Dutt), mumbajski gangster zwany Munna Bhai zakochał się w dziewczęcym głosie co rano przez radio witającym Mumbaj. Jego wierny przyjaciel, Circuit (Arshad Warsi) który dotychczas towarzyszył mu w gangsterskich rozgrywkach i w piciu postanawia pomóc Munnie spotkać miłość jego życia. Szansą na to jest wygrana w konkursie radiowym na temat wiedzy o Mahatmie Gandhim zorganizowanym przez Jhanvi (Vidya Balan). Aby zapewnić sobie wygraną Munna porywa profesorów z college'u. Ich odpowiedzi stają się jego odpowiedziami i zakochany gangster może się osobiście spotkać z Jhanvi. Zaciekawiona nim dziewczyna zaprasza go do Domu Drugiej Szansy, gdzie porzuceni przez rodziny staruszkowie chcą wysłuchać jego wykładu o Gandhim. Aby sprostać temu zadaniu Munna dzień i noc spędza w bibliotece czytując jedną za drugą książki o Ojcu Narodu. Ku jego zdumieniu po 3 nocach ślęczenia w świecie idei Gandhiego w bibliotece pojawia się jego duch (Dilip Brakhawalkar). Zgadza się on pomóc Munnie podpowiadając mu podczas wykładu, ale domaga się w zamian od gangstera życia w zgodzie z jego zasadami w prawdzie i bez przemocy.

## Obsada
- Sanjay Dutt – Murliprasad 'Munna Bhai' Sharma – Nagroda Krytyków Star Screen dla Najlepszego Aktora, Nagroda Krytyków Zee Cine dla Najlepszego Aktora, Nagroda Krytyków GIFA dla Najlepszego Aktora
- Arshad Warsi – Sarkeshwar 'Circuit'- Nagroda Filmfare dla Najlepszego Aktora Komediowego, Nagroda IIFA dla Najlepszego Aktora Drugoplanowego, Nagroda Star Screen dla Najlepszego Aktora Drugoplanowego, Nagroda Zee Cine dla Najlepszego Aktora Komediowego
- Vidya Balan – Jhanvi
- Boman Irani – Lakhbir 'Lucky' Singh
- Dilip Prabhavalkar – Mahatma Gandhi
- Dia Mirza – Simran L. Singh
- Jimmy Shergill – Victor D'Souza
- Kulbhushan Kharbanda – Kkhurana
- Saurabh Shukla – Batuk Maharaj
- Abhishek Bachchan – Sunny Kkhurana
- Rohitash Gaud – Cuckoo, Lucky Singha sekretarz
- Parikshat Sahni – D'Souza

## Piosenki
- Lage Raho Munnabhai
- Samjho Ho Hi Gaya
- Aane Char Aane
- Pal Pal... Har Pal
- Bande Mein Tha Dum... Vande Mataram
- Bande Mein Tha Dum... Vande Mataram -Instrumental
- Aane Char Aane (Remix)
- Lage Raho Munnabhai (Remix)